# Opći izbori u Urugvaju 2009.
Opći izbori u Urugvaju 2009.  naziv je za istovremeno održane predsjedničke i parlamentarne izbore krajem 2009. godine. Prvi krug izbora održan je 25. listopada 2009. Budući da u prvom krugu nije bio izabran predsjednik, drugi krug, ali samo za predsjedničke izbore, održan je 29. studenog 2009.
Na parlamentarnim izborima je pobjedu odnijela koalicija Širokog fronta, koja je osvojila 16 mjesta u Senatu i 50 ukupno u Urugvajskom parlamentu, dok je Narodna stranka osvojila 9 mjesta u Senatu i ukupno 30 mjesta u Parlamentu. Treća po broju glasova i osvojenih mjesta bila je stranka Colorado, koja je ukupno osvojila 17 mjesta u parlamentu, od toga 5 u Senatu. Jedina stranka koja je još uspjela prijeći izborni prag bila je Neovisna stranka koja je osvojila 2 mandata u Parlamentu.
Na predsjedničke izbore izašlo je više kandidata, ali samo su dvojica uspjela ući u drugi krug, jer nijedan kandidat nije već u prvom krugu uspio skupiti 50% glasova birača. Pobjedu u prvom krugu odnio je José Mujica, kandidat Širokog fronta, osvojivši 48%, a drugi s osvojenih 27% glasova bio je desničarski kandidat Luis Alberto Lacalle, koji je od 1990. do 1995. već bio obnašao dužnost predsjednika Urugvaja. U drugom krugu Mujica je odnio pobjedu s 54% osvojenih glasova birača, i tako ispunio očekivanja u predizbornim anketama, u kojime je bio i najizgledniji kandidat za novog urugvajskog predsjednika.

## Rezultati
Analize izbornih rezultata pokazale su da je Mujica veliki dio glasova dobio zahvaljujući činjenici da je postao kandidat Širokog fronta, ćiji je kandidat Tabaré Vázquez na općim izborima 2004. osvojio predsjednički mandat. Njegova politika jačanja gospodarstva i prestanka izvoza energenata, električne struje i vrijednog drveta, učinilo ga je vrlo popularnim i voljenim od strane većine stranačkih glasača. Vázquez je također bio smanjio i opći porez s 12,3% na 7,3% i time otvorio vrata stranim investicijama, povećao javnu potrošnju te je proračunski višak usmjerio na mjere zapošljavanja i mjere za unaprijeđenje zdravstvenog sustava. Zahvaljujući tim mjerama smanjio je javni dug i povećao devizne rezerve. Stoga je njegova popularnost uvelike utjecala na pobjedu Mujice.
| Stranka                 | Predsjednički kandidat  | Prvi krug | Prvi krug | Drugi krug | Drugi krug | Zastupnička mjesta | Zastupnička mjesta | Zastupnička mjesta | Zastupnička mjesta |
| Stranka                 | Predsjednički kandidat  | Glasovi   | %         | Glasovi    | %          | Parlament          | +/–                | Senat              | +/–                |
| ----------------------- | ----------------------- | --------- | --------- | ---------- | ---------- | ------------------ | ------------------ | ------------------ | ------------------ |
| Široki front            | José Mujica             | 1.105.262 | 49,34     | 1.197.638  | 54,63      | 50                 | –3                 | 16                 | –1                 |
| Narodna stranka         | Luis Alberto Lacalle    | 669.942   | 29,90     | 994.510    | 45,37      | 30                 | –4                 | 9                  | –1                 |
| Stranka Colorado        | Pedro Bordaberry        | 392.307   | 17,51     |            |            | 17                 | +7                 | 5                  | +2                 |
| Neovisna stranka        | Pablo Mieres            | 57.360    | 2,56      | 2          | 0          | 0                  | 0                  |                    |                    |
| Asamblea Popular        | Raúl Rodríguez          | 15.428    | 0,69      | 0          | novi       | 0                  | novi               |                    |                    |
| Nevažeći/prazni listići | Nevažeći/prazni listići | 64.387    | –         | 93.810     | –          | –                  | –                  | –                  | –                  |
| Ukupno                  | Ukupno                  | 2.304.686 | 100       | 2.285.958  | 100        | 99                 | 0                  | 30                 | 0                  |
| Izvor: Corte Electoral  |                         |           |           |            |            |                    |                    |                    |                    |